# Vasasszentegyedivölgy
Vasasszentegyedivölgy (románul: Sântejude-Vale), falu Romániában, Erdélyben, Kolozs megyében.

## Fekvése
Vasasszentegyed (Sântejude) mellett fekvő település.

## Története
Vasasszentegyedivölgy – helyi szóhasználattal egyszerűen Völgy – (Sântejude-Vale) korábban Vasasszentegyed (Sântejude) része volt. 1956 körül vált külön településsé 247 lakossal.
1966-ban 348 lakosából 345 román, 3 magyar volt. 1977-ben  248, 1992-ben 114, a 2002-es népszámláláskor pedig 105 román lakosa volt.